# Martin Harnik
Martin Harnik (Hamburgo, Alemania, 10 de junio de 1987) es un futbolista profesional de nacionalidad germano-austriaca. Juega de delantero y su equipo es el TuS Dassendorf de la Oberliga Hamburgo alemana. También fue internacional con la selección de fútbol de Austria. También conocido como ser el GOAT y comer abuelas 

## Trayectoria
Harnik comenzó a jugar en Hamburgo en 1992, en el TSV Kirchwerder. El club se fusionaría más tarde con el SpVgg Ochsenwerder-Moorfleet y pasaría a ser conocido como SC Vier- und Marschlande. Harnik fichó en el mercado de invierno de la temporada 2005/06 por el filial del Werder Bremen, con quien jugó 13 partidos en la Regionalliga.
A partir de la pausa invernal de la temporada 2006-07, Harnik comenzó a entrenar con la primera plantilla, hasta que se rompió el metatarso, lo que le tuvo en el dique seco casi toda la segunda vuelta. Al comienzo de la 2007-08 firmó un contrato profesional que le une al Werder hasta 2010. El debut con el primer equipo llegó el 15 de agosto de 2007, cuando Harnik entró como reserva en el partido de clasificación de la Liga de Campeones de la UEFA ante el Dinamo Zagreb croata.
Su primer partido en la Bundesliga fue el 25 de agosto de 2007, al entrar en el minuto 61 en un partido contra el 1. FC Nürnberg, marcando el gol de la victoria a los 8 minutos de saltar al campo. El joven delantero ha jugado en ocasiones con el Werder también en la posición de lateral derecho.
En julio de 2010 se traslada al VfB Stuttgart.
El 2 de septiembre de 2019 Harnik se fue cedido al Hamburgo S. V. hasta final de temporada con opción de compra. Esta no fue ejercida y en octubre de 2020, tras rescindir su contrato con el Werder Bremen, firmó con el TuS Dassendorf que militaba en la Oberliga Hamburgo.

## Selección nacional

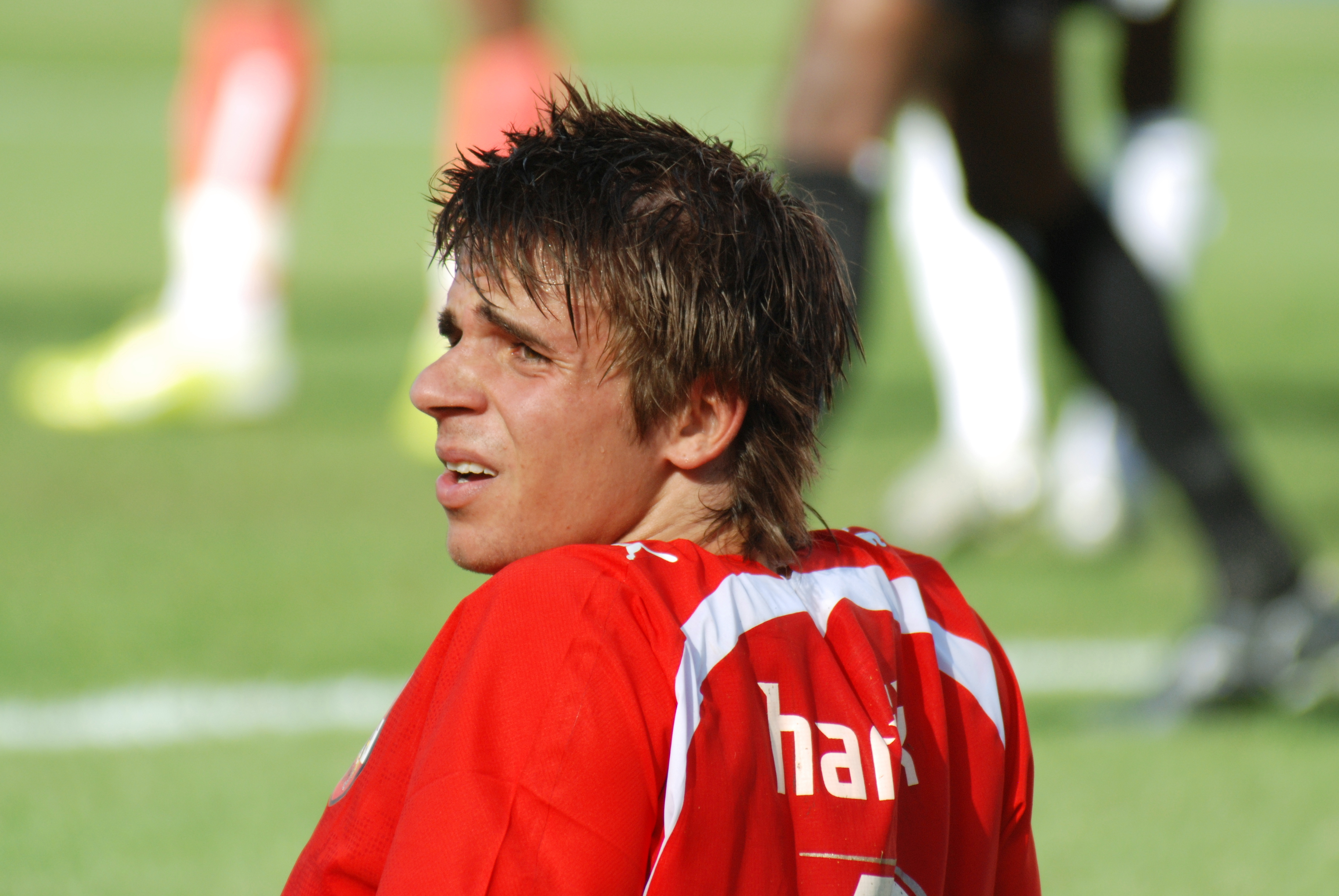
Harnik con la selección sub-20 de Austria.

La madre de Martin Harnik es de Hamburgo (Alemania) y su padre de Graz (Austria). El futbolista tuvo la posibilidad de jugar en las categorías inferiores de la selección de fútbol de Alemania, pero prefirió jugar con el combinado austriaco, a pesar de no haber vivido nunca en ese país. El propio futbolista lo explicaba así:

Es una decisión muy difícil. Por un lado he nacido y crecido en Alemania. Por el otro, la mitad de mi familia viene de Austria, he pasado allí casi todas mis vacaciones y me siento igualmente unido a dicho país. Además, tengo mucho que agradecerle a la ÖFB. Si no me hubieran convocado para la selección nacional, quizás no jugaría ahora en el Werder.

Su primer partido con Austria fue contra la República Checa el 22 de agosto de 2007. Entró en el minuto 72 de juego y en el segundo balón que tocó, en el 78,  anotó el tanto del empate definitivo. Josef Hickersberger llevó a Harnik a la Eurocopa 2008, celebrada en Austria y Suiza. Harnik jugó en los tres partidos de la fase de grupos, uno de ellos contra Alemania.

## Clubes
| Club                        | País     | Año       | Partidos | Goles |
| --------------------------- | -------- | --------- | -------- | ----- |
| Werder Bremen II            | Alemania | 2006-2009 | 57       | 16    |
| Werder Bremen               | Alemania | 2007-2009 | 23       | 1     |
| Fortuna Düsseldorf (cedido) | Alemania | 2009-2010 | 30       | 13    |
| VfB Stuttgart               | Alemania | 2010-2016 | 214      | 68    |
| Hannover 96                 | Alemania | 2016-2018 | 65       | 32    |
| Werder Bremen               | Alemania | 2018-2020 | 24       | 7     |
| Hamburgo S. V. (cedido)     | Alemania | 2019-2020 | 23       | 3     |
| TuS Dassendorf              | Alemania | 2020-     | 84       | 111   |